# Петраково Брдо
45°27′ пн. ш. 15°28′ сх. д. / 45.45° пн. ш. 15.47° сх. д.
Петраково Брдо (хорв. Petrakovo Brdo) — населений пункт у Хорватії, у Карловацькій жупанії у складі міста Дуга Реса.

## Населення
Населення за даними перепису 2011 року становило 120 осіб.
Динаміка чисельності населення поселення: